# Cystocoleus
Cystocoleus is een monotypisch geslacht van schimmels uit de familie Naetrocymbaceae. Het bevat alleen Cystocoleus ebeneus.